# Bodrum
Bodrum (originalmente, en griego, Ἁλικαρνασσός Halicarnaso, luego Petronium, de donde procede el nombre actual) es un puerto turco ubicado en el distrito de Bodrum, provincia de Muğla. Está ubicado en la península de Bodrum, cerca de la entrada noroeste del golfo de Gökova, en frente de la isla griega de Cos. Es un centro de turismo y náutica y en la antigüedad era conocida como la Halicarnaso de Caria, famosa por su Mauseleo.
El pueblo se ha convertido en un destino turístico muy popular entre los europeos por su situación costera y su animada vida nocturna. Con una población de 36 401 habitantes (censo 2013), recibe cientos de miles de turistas cada año.

## Historia

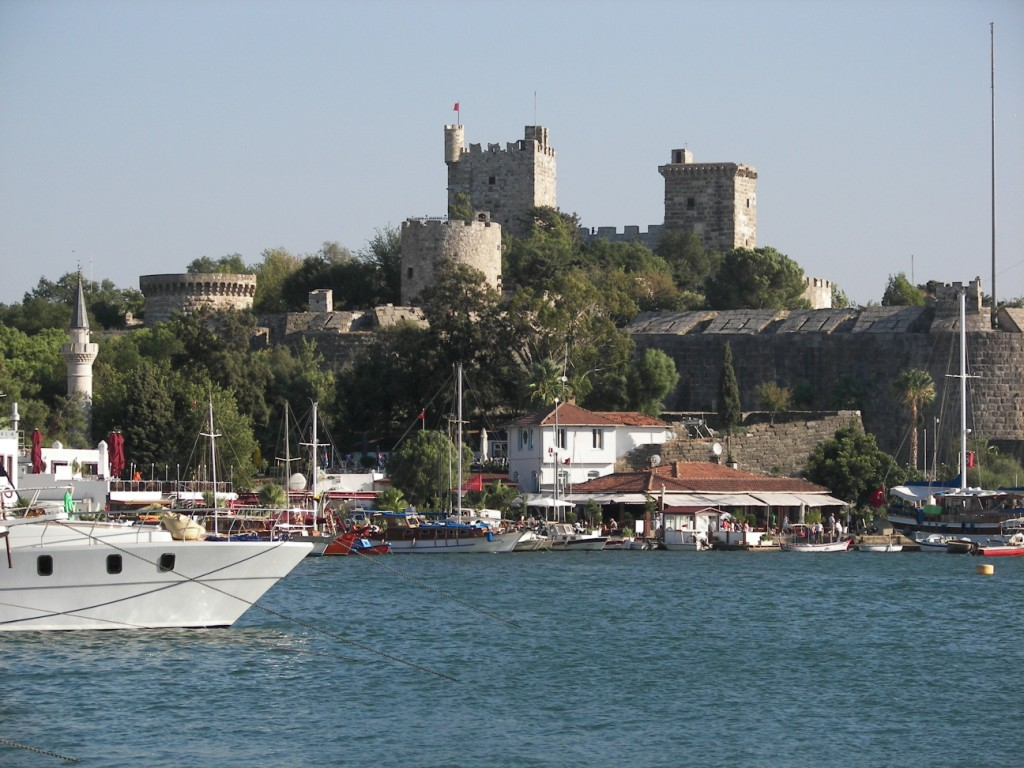
Castillo de Bodrum.

Si bien aquí fue donde nació el escritor e historiador Heródoto (484 - 420 a. C.), y, ya en el siglo I, el también historiador Dionisio de Halicarnaso, la mayor gloria de Halicarnaso fue durante el dominio del sátrapa Mausolo, quien reinó en el nombre de los persas desde el 377 al 353 a. C. Al morir en 353 a. C., su mujer Artemisia II de Caria, contrató a los arquitectos griegos Sátiro de Paros y Piteo y a los mejores escultores de la época para construir una tumba en honor de su difunto esposo. Esta tumba era una de las Siete Maravillas del Mundo, y el origen de la palabra «mausoleo».
Luego de las invasiones de Alejandro Magno, los bárbaros y los árabes, y un terremoto en el año 1404, en el siglo XIV los Caballeros de San Juan demolieron la tumba utilizando los restos para la construcción del Castillo San Pedro de Halicarnaso. El castillo y su pueblo se conocieron como Petronium, hasta que en 1522 fue conquistado por Solimán el Magnífico para el Imperio otomano.
Una villa de pescadores hasta principios de 1970, la moderna ciudad se construyó sobre las ruinas de la antigua Halicarnaso, convirtiéndose en el destino turístico más activo de Turquía, atrayendo a poetas, cantantes y artistas.

## Economía

### Turismo
Bodrum se ha convertido en un resort turístico muy popular para los europeos del norte debido a su atractiva costa y a su activa vida nocturna. Recibe cientos de miles de turistas cada año.
En su libro de viaje Tras las huellas de Heródoto. Crónicas de un viaje histórico por Asia Menor (2015), escribe Antonio Penadés sobre Bodrum:

Pensé, cómo no, en la satisfacción que sentía al encontrarme allí, en la misma ciudad donde nació Heródoto, y haber confirmado que se trata de un lugar con un encanto especial. Por desgracia, hay demasiados lugares que fueron hermosos y que la modernidad ha transformado en ciudades grandes e incómodas. En ese aspecto es una suerte que Bodrum siga siendo un lugar con encanto, un precioso pueblo costero que, pese a su entorno privilegiado, ha podido evitar quedar sepultado bajo el hormigón.

## Galería
- Vídeo de Bodrum.

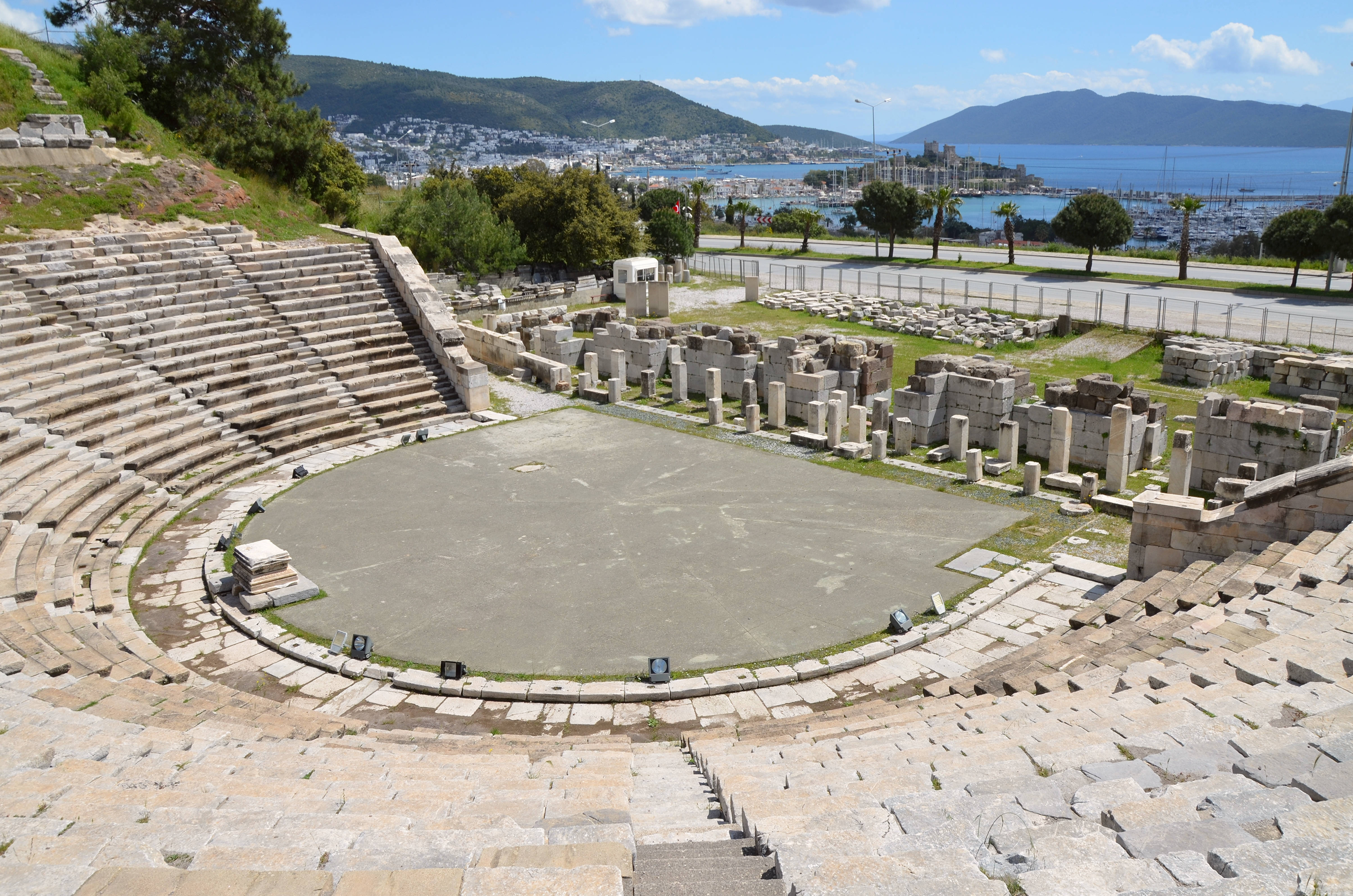
Teatro de Halicarnaso
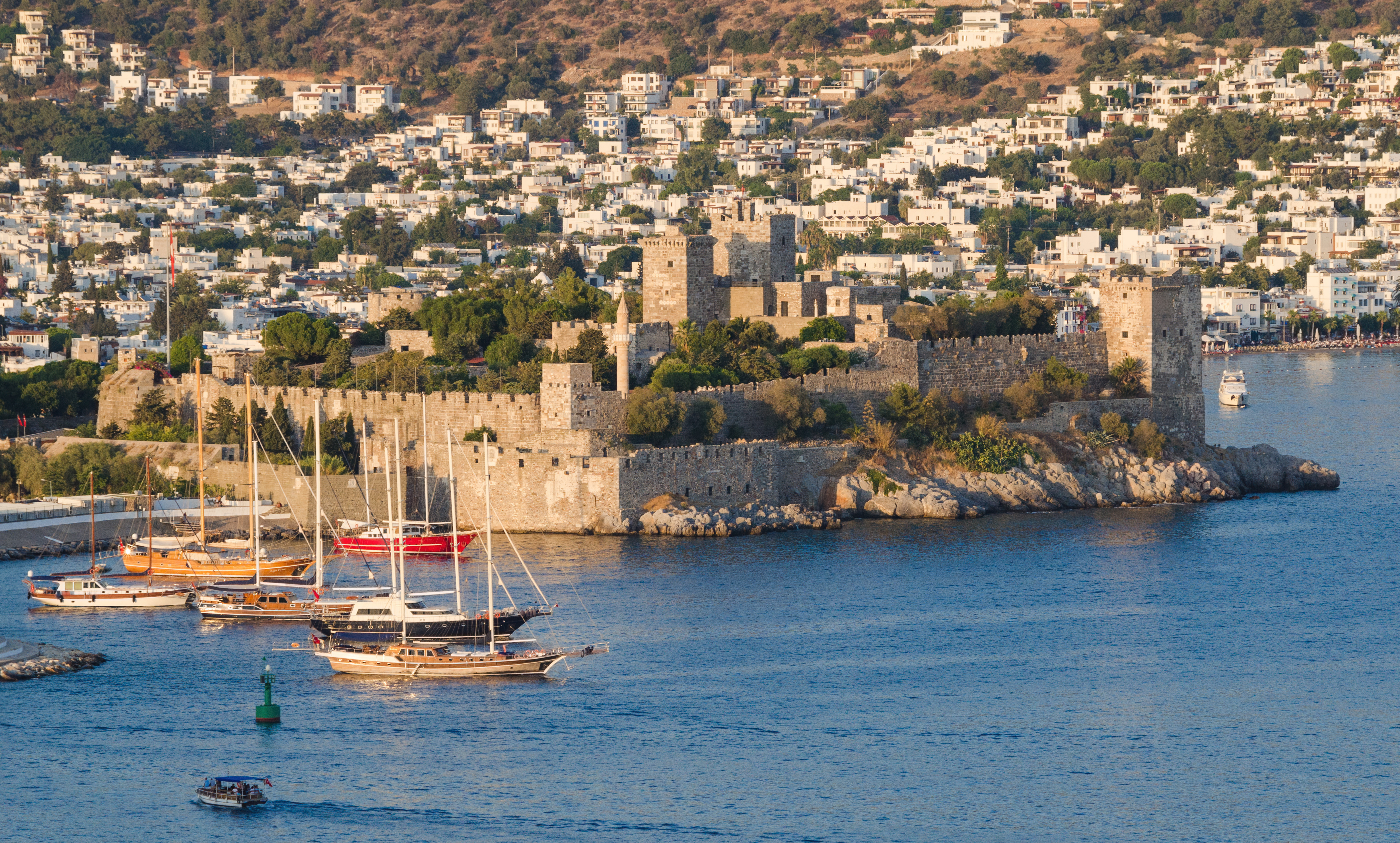
Castillo de Bodrum.
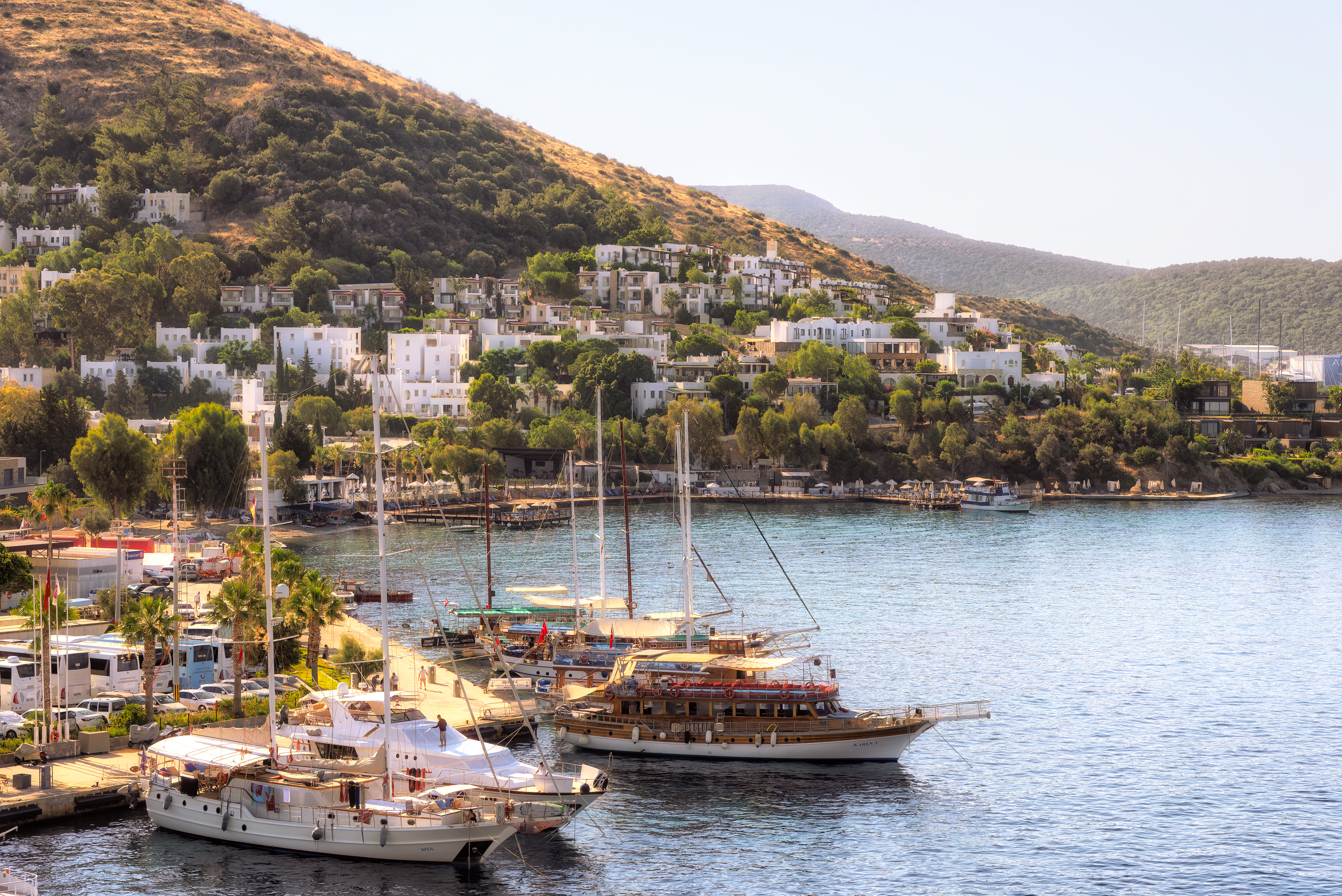
Puerto de Bodrum.